# بريط مفلطح الأوراق
بريط مفلطح الأوراق (الاسم العلمي:Dipcadi platyphyllum) هو نوع من النباتات يتبع جنس البريط من الفصيلة الهليونية.